# Synonchus acuticaudatus
Synonchus acuticaudatus är en rundmaskart. Synonchus acuticaudatus ingår i släktet Synonchus, och familjen Leptosomatidae. Arten är reproducerande i Sverige.